# Cantonul Perpignan-7
Cantonul Perpignan-7 este un canton din arondismentul Perpignan, departamentul Pyrénées-Orientales, regiunea Languedoc-Roussillon, Franța.

## Comune
| Comune                                               | Populație (1999) | Cod poștal | Cod INSEE |
| ---------------------------------------------------- | ---------------- | ---------- | --------- |
| Perpignan (chef-lieu du canton), fraction de commune | 13 319           | 66000      | 66136     |
| Bompas                                               | 7 197            | 66430      | 66021     |